# Takaki Tomozawa
Takaki Tomozawa (友澤 貴気 Tomozawa Takaki?), född 6 mars 1993 i Kanagawa prefektur, är en japansk fotbollsspelare.
Tomozawa började sin karriär 2015 i YSCC Yokohama. Han spelade 25 ligamatcher för klubben.